# 山田孝之
山田孝之（日语：／ Yamada Takayuki，1983年10月20日—），日本男演員，鹿兒島縣薩摩川內市出身，隸屬於Stardust Promotion經紀公司。

## 略歷
- 1998年
  - 初中三年级的第二學期結束後，和家人從鹿兒島縣薩摩川內市搬家至東京。
  - 在原宿被Stardust Promotion星探發掘因而進入藝能界，最初被誤認為女生。[1]

- 1999年
  - 在10月開始播出的日本電視台連續劇《感應少年EIJI第二季》中正式以演員身份出道。

- 2001年
  - 參演NHK晨間劇《水姑娘（日语：ちゅらさん）》，飾演女主角的弟弟，因而受到矚目。

- 2002年
  - 演唱TBS電視台系列剧《最喜欢了！五胞胎（日语：大好き!五つ子）第四季》的主題歌《真夏的天使～All I want for this Summer is you～》，並發行CD，實現歌手出道。

- 2003年
  - 在富士电视台連續劇《五個撲水的少年》中首次擔任電視劇主演，開始獲得人氣。

- 2004年
  - 主演TBS電視台纯爱劇《在世界中心呼喚愛》備受好評，並獲第42回日劇學院賞最佳男主角獎。成為東京地鐵初代代言人，也是至今為止唯一的男性代言人。

- 2005年
  - 在日本網上最大的匿名討論板「2ch」真实发生的爱情故事衍生的電影《電車男》中首次擔任電影主角，饰演喜爱动漫、不修边幅的御宅族青年，為演活該角色還特別增胖。

- 2006年
  - 擔任作家東野圭吾兩部直木獎入圍作品《白夜行》电视剧版與《信》电影版的主演，並以前者再度獲第48回日劇學院賞最佳男主角獎。

- 2007年
  - 開始將活動重心轉向電影領域。
  - 在電影《热血高校》中改變戲路，飾演高校不良軍團首領芹澤多摩雄，成為第50回日本電影藍絲帶奖最佳男配角提名人選中唯一的20代男星。

- 2010年
  - 被美国杂志《The Hollywood Reporter》选为“世界瞩目的十名新星”之一，成為唯一入選的日本演員。
  - 開始涉足深夜電視劇領域，主演東京電視台的高利贷题材電視劇《暗金丑島君》。隨後陸續主演《勇者义彦和魔王之城》、《荒川爆笑團》、《山田孝之的東京都北区赤羽》、《REPLAY & DESTROY》、《山田孝之的戛纳电影节》等多部深夜劇，被譽為“深夜劇帝王”。

- 2011年
  - 在電影《醬燒亂愛三次元（日语：ミロクローゼ）》中挑戰一人分飾三角，奪得第10回紐約亞洲電影節最佳竄起新星獎，成為第一位獲該獎項的日本演員。

- 2012年
  - 在電影《那夜的武士（日语：その夜の侍#映画）》中飾演毫無反省之意的交通肇事者，在電影《傀儡之城（日语：のぼうの城#映画）》中飾演沉着泠静的戰國武將，在電影《惡之教典》中飾演对学生进行性骚扰的体育教师，憑藉三個反差極大又都表現優異的角色，獲得多個電影獎項的最佳男配角獎。

- 2014年
  - 主演福田雄一執導的舞台劇《一脫到底（日本版）》，首次踏足舞台劇領域。

- 2016年
  - 出版個人隨筆集《實錄山田》。
  - 首次擔任導演，為歌手TEE的歌曲《戀情的開始》拍攝MV。
  - 憑藉《暗金丑島君第三季》、《勇者義彥和被引導的七人》獲得CONFiDENCE日劇大獎年度最佳男主角獎。

- 2017年
  - 主演仿纪录片《山田孝之的戛纳电影节》，記錄山田孝之为衝擊戛纳电影节金棕榈奖而制作电影的過程，並最终以主演的电影《山田孝之3D》正式报名戛纳电影节。

- 2018年
  - 主演漫画改编电影《硬核》，並擔任影片製作人。

- 2019年-2021年
  - 主演Netfilx《AV帝王》（日语：全裸監督／ぜんらかんとく，英語：The Naked Director）共2季，演出村西透一角獲全球注目。

- 2022年
  - 接獲蠟筆小新：幽靈忍者珍風傳「帥哥」的配音。

## 個人
- 父親是鹿兒島人，母親是沖繩人，在沖繩出生、鹿兒島長大，是家裡的獨子、長男。[2]
- 有兩個姐姐。大姐是演員椿KAORI（日语：椿かおり），兩人在電影《醬燒亂愛三次元（日语：ミロクローゼ）》中初次共演，殺青後山田才告知導演兩人是姐弟。二姐是歌手SAYUKI（日语：SAYUKI）。
- 2006年2月15日sponichi報導已有一個4個月大的兒子。孩子由女方照料，山田負擔孩子的養育費用。在其個人網頁上公告「未成熟之故，令各界擔心，表示歉意。」
- 2012年1月1日，28歲的山田與交往2年的35歲圈外女友在東京的區役所提出結婚申請。同年10月发表怀孕喜讯。2013年3月上旬夫人在东京都内某病院诞下麟儿，母子平安的消息于15日公布。
- 從小性格纖細敏感，消極內向，經常一個人躲進壁櫥。[3]
- 喜爱电子游戏，尤其是《勇者鬥惡龍》系列。
- 興趣是散步。
- 平時低調，有生人恐懼症，不適應上電視宣傳與公眾發言。在社交媒體上相對活躍。
- 與合作的演員關係良好。被其他艺人使用最多的描述词是“幽默”、“温柔”、“令人惊叹的演技”等。
- 被中國粉絲暱稱為“山田熊貓”。本人于2017年4月20日前往澳門出席第21届“全球华语榜中榜暨亚洲影响力大典”時留下了“山田熊貓”的簽名。

## 出演作品

### 电影
註：粗体為主演作品
| 年度   | 上映日期 | 导演              | 片名                                  | 飾演角色                              | 备注                             |
| ------ | -------- | ----------------- | ------------------------------------- | ------------------------------------- | -------------------------------- |
| 2003年 | 8月30日  | 飯田讓治          | 天咒                                  | 高橋信雄                              |                                  |
| 2004年 | 6月5日   | 三枝健起          | Jenifa淚石之戀                        | 荒木隆志                              | 日美合拍电影                     |
| 2005年 | 6月4日   | 村上正典          | 電車男                                | 電車男                                | ※电影初主演，真人真事改編        |
| 2006年 | 11月3日  | 生野慈朗          | 信                                    | 武島直貴                              |                                  |
| 2007年 | 6月2日   | 平川雄一朗        | 等待，是為了和妳相遇                  | 遠山智史                              | 与長澤雅美双主演                 |
| 2007年 | 6月16日  | 水田伸生          | 舞妓哈哈哈                            | 修学旅行生                            | 客串两个场景                     |
| 2007年 | 10月27日 | 三池崇史          | 热血高校                              | 芹泽多摩雄                            |                                  |
| 2008年 | 9月27日  | 瀧本智行          | 死亡預告                              | 飯塚聪                                |                                  |
| 2008年 | 12月6日  | 水田伸生          | 252生存者                             | 重村誠                                |                                  |
| 2009年 | 4月11日  | 三池崇史          | 热血高校2                             | 芹泽多摩雄                            |                                  |
| 2009年 | 4月18日  | 本木克英          | 鴨川荷爾摩                            | 安倍明                                |                                  |
| 2009年 | 7月4日   | 岩本仁志          | MW毒氣風暴                            | 賀来裕太郎                            | 与玉木宏双主演                   |
| 2009年 | 11月7日  | 福田雄一          | 星降大洗城                            | 杉本                                  |                                  |
| 2010年 | 6月5日   | 守屋健太郎        | 海边旅店                              | 朝倉陽介                              |                                  |
| 2010年 | 9月25日  | 三池崇史          | 十三刺客                              | 島田新六郎                            | 老片翻拍                         |
| 2010年 | 10月9日  | 富永昌敬          | 粗暴与待机                            | 番上貴男                              | 台译：愛的禁行式                 |
| 2011年 | 1月29日  | 佐藤信介          | GANTZ                                 | 重田正光                              |                                  |
| 2011年 | 2月11日  | 平山秀幸          | 太平洋的奇蹟                          | 木谷敏男                              |                                  |
| 2011年 | 4月23日  | 佐藤信介          | GANTZ PERFECT ANSWER                  | 重田正光                              |                                  |
| 2011年 | 9月17日  | 佐藤嗣麻子        | Unfair the answer                     | 村上克明                              | 日剧《Unfair》的电影版           |
| 2011年 | 11月19日 | 岩田由纪          | 我想戴上戒指                          | 片山輝彦                              |                                  |
| 2012年 | 2月4日   | 飯塚健            | 荒川爆笑團                            | 星星                                  |                                  |
| 2012年 | 8月25日  | 山口雅俊          | 暗金丑島君                            | 丑岛馨                                |                                  |
| 2012年 | 9月29日  | 山下敦弘          | BUNGO～适度的欲望～                   | 松夫                                  | 主演“握住的手”篇                 |
| 2012年 | 11月2日  | 犬童一心 樋口真嗣 | 傀儡之城                              | 大谷吉继                              |                                  |
| 2012年 | 11月10日 | 三池崇史          | 惡之教典                              | 柴原徹朗                              |                                  |
| 2012年 | 11月17日 | 赤堀雅秋          | 那夜的武士                            | 木島宏                                |                                  |
| 2012年 | 11月24日 | 石橋義正          | 醬燒亂愛三次元                        | 多聞、熊谷貝松、 Ovreneli Vreneligare | 一人分饰三角                     |
| 2013年 | 4月6日   | 松井一生          | 落語電影                              | 死神助手                              | 落语改编，主演“生命價值”篇       |
| 2013年 | 6月15日  | 福田雄一          | 我只是还没有全力以赴                  | 市野泽秀一                            |                                  |
| 2013年 | 9月21日  | 白石和彌          | 凶惡                                  | 藤井修一                              | 真人真事改編                     |
| 2014年 | 2月15日  | 三池崇史          | 鼹鼠之歌                              | 月原旬                                |                                  |
| 2014年 | 5月16日  | 山口雅俊          | 暗金丑島君2                           | 丑岛馨                                |                                  |
| 2014年 | 5月30日  | 中田秀夫          | MONSTERZ                              | 田中終一                              | 韩国电影翻拍，与藤原龙也双主演   |
| 2015年 | 5月30日  | 园子温            | 新宿天鹅                              | 南秀吉                                |                                  |
| 2015年 | 10月3日  | 大根仁            | 爆漫王。                              | 服部哲                                |                                  |
| 2016年 | 1月23日  | 松山博昭          | 信長協奏曲                            | 羽柴秀吉                              |                                  |
| 2016年 | 4月29日  | 三池崇史          | 火星異種                              | 蛭間一郎                              |                                  |
| 2016年 | 9月22日  | 山口雅俊          | 暗金丑島君3                           | 丑岛馨                                |                                  |
| 2016年 | 10月15日 | 三浦大輔          | 何者                                  | 泽学长                                |                                  |
| 2016年 | 10月22日 | 山口雅俊          | 暗金丑島君完结篇                      | 丑岛馨                                |                                  |
| 2017年 | 6月1日   | 河濑直美          | 平行世界                              | 彻                                    | 电影短片，东京国际短片电影节作品 |
| 2017年 | 6月16日  | 松江哲明 山下敦弘 | 山田孝之3D                            | 本人                                  | 戛纳电影节应募作品               |
| 2017年 | 8月4日   | 三池崇史          | JOJO的奇妙冒險：不灭钻石第一章        | 片桐安十郎                            |                                  |
| 2017年 | 9月23日  | 石川慶            | 点                                    | 高志                                  | 电影短片                         |
| 2018年 | 6月1日   | 福田雄一          | 50次初吻                              | 弓削大輔                              | 雙主演                           |
| 2018年 | 11月23日 | 山下敦弘          | 平成地獄兄弟∼驚驚                     | 权藤右近                              | 主演并担任制片人                 |
| 2020年 | 7月17日  | 飯塚健            | 一步一步的愛                          | 武田健一                              |                                  |
| 2020年 | 6月4日   | 佐藤二朗          | 售春之人                              | 真柴得太                              |                                  |
| 2020年 | 12月11日 | 福田雄一          | 新解釋·三國志                         | 黃巾                                  |                                  |
| 2024年 | 12月20日 | 福田雄一          | 聖☆哥傳 THE MOVIE〜聖人 VS 惡魔軍團〜 |                                       | 出演並擔任製作人                 |

### 電視劇
註：粗体為主演作品
| 年度   | 播出日期          | 頻道    | 劇名                          | 飾演角色     | 備註                           |
| ------ | ----------------- | ------- | ----------------------------- | ------------ | ------------------------------ |
| 1999年 | 10月30日-11月6日  | NTV     | 感應少年EIJI第二季            | Takayuki     | 第3-4集 ※出道作品              |
| 2000年 | 4月8日-6月24日    | NHK     | 鬼魅小夜子                    | 關根秋       |                                |
| 2000年 | 8月27日-9月10日   | NHK     | 大河劇 葵德川三代             | 竹千代       | 第34-36集，少年時期的德川家光  |
| 2001年 | 4月7日-9月29日    | NHK     | 晨間劇 水姑娘                 | 古波藏惠達   | 第6集初登場                    |
| 2001年 | 6月18日           | TBS     | 私了交涉人甚内玉子的背後文件  | 甚内司       | 單集SP劇                       |
| 2001年 | 7月8日-9月16日    | TBS     | 好想好想談戀愛                | 青島涉       |                                |
| 2002年 | 1月9日-3月20日    | CX      | 漂流教室                      | 高松翔       |                                |
| 2002年 | 6月24日           | TBS     | 私了交涉人甚内玉子的背後文件2 | 甚内司       | 單集SP劇                       |
| 2002年 | 7月1日-9月16日    | CX      | 午餐女王                      | 牛島實       |                                |
| 2002年 | 7月2日-7月30日    | CX      | 陰陽師☆安倍晴明〜王都妖奇譚〜 | 藤哉         | 5集SP劇                        |
| 2002年 | 7月30日           | TBS     | 最喜歡了！五胞胎第四季        | 永島純       | 第7集 ※演唱主题曲，歌手出道    |
| 2002年 | 8月2日            | CX      | 福田和子實錄                  | 赤木廣一     | 單集SP劇                       |
| 2002年 | 12月28日          | CX      | 紅鬍子                        | 森半太夫     | 單集SP劇，舊片翻拍             |
| 2003年 | 1月13日           | CX      | 二十歲～1982年生～            | 進藤龍二     | 单集SP剧                       |
| 2003年 | 3月31日-4月28日   | NHK     | 水姑娘2                       | 古波藏惠達   | 6集SP剧                        |
| 2003年 | 7月1日-9月9日     | CX      | 五個撲水的少年                | 進藤勘九郎   | ※初主演                        |
| 2004年 | 1月6日-3月16日    | CX      | 烈火男兒                      | 朝比奈大吾   |                                |
| 2004年 | 1月19日           | TBS     | 私了交涉人甚内玉子的背後文件3 | 甚内司       | 單集SP劇                       |
| 2004年 | 7月2日-9月10日    | TBS     | 在世界的中心呼喊愛            | 松本朔太郎   | ※第42回日劇學院賞最佳男主角獎  |
| 2004年 | 9月13日-10月11日  | NHK     | 水姑娘3                       | 古波藏惠達   | 5集SP剧                        |
| 2005年 | 1月13日-3月24日   | TBS     | H2～好逑双物语～              | 國見比呂     |                                |
| 2005年 | 7月7日            | CX      | 電車男                        | 上班族       | 第1集（客串一個場景）          |
| 2005年 | 12月17日          | CX      | 起跑線～哭泣的短跑運動員～    | 今井駿       | 單集SP劇                       |
| 2006年 | 1月12日-3月23日   | TBS     | 白夜行                        | 桐原亮司     | ※第48回日剧学院赏最佳男主角奖  |
| 2006年 | 7月14日-9月15日   | TBS     | 太陽之歌                      | 藤代孝治     |                                |
| 2009年 | 5月7日-14日       | CX      | BOSS                          | 田島慎吾     | 第4、5集guest                  |
| 2010年 | 4月10日           | CX      | 我家的歷史                    | 仲代達矢     | 第二夜（客串一個場景）         |
| 2010年 | 10月14日-12月9日  | MBS·TBS | 暗金丑島君                    | 丑島馨       |                                |
| 2011年 | 4月22日           | NTV     | 殺戮都市特別篇                | 重田正光     |                                |
| 2011年 | 7月8日-9月23日    | TX      | 勇者義彥和魔王之城            | 義彥         |                                |
| 2011年 | 7月26日-9月27日   | MBS·TBS | 荒川爆笑團                    | 星           |                                |
| 2012年 | 10月12日-12月21日 | TX      | 勇者義彥和惡靈之鑰            | 義彥         |                                |
| 2014年 | 1月16日-3月13日   | MBS·TBS | 暗金丑島君第二季              | 丑島馨       |                                |
| 2014年 | 9月27日           | TX      | 青之焰                        | 敦子的男友   | 第11集（客串一個場景）         |
| 2014年 | 10月13日-12月22日 | CX      | 信長協奏曲                    | 羽柴秀吉     |                                |
| 2015年 | 1月10日-3月28日   | TX      | 山田孝之的東京都北區赤羽      | 本人         | 仿紀錄片                       |
| 2015年 | 4月27日-6月15日   | MBS·TBS | REPLAY & DESTROY              | 横山要       | 2011年手機劇重拍               |
| 2016年 | 7月17日-9月18日   | MBS·TBS | 暗金丑島君第三季              | 丑島馨       |                                |
| 2016年 | 10月8日-12月24日  | TX      | 勇者義彥和被引導的七人        | 義彥         |                                |
| 2017年 | 1月6日-3月24日    | TX·TVO  | 山田孝之的坎城影展            | 山田孝之     | 仿紀錄片                       |
| 2017年 | 4月12日           | TX      | 破獄                          | 佐久間清太郎 | 單集SP劇，TX開台紀念日特別企劃 |
| 2018年 | 4月23日-6月18日   | MBS     | 風流韻事審查委員會            | 綠洲         |                                |
| 2018年 | 7月27日-9月14日   | EX      | Dele 刪除人生                 | 阪上圭司     |                                |
| 2018年 | 11月18日          | NTV     | 我是大哥大!!                  | 泡泡浴店員   | 第6集                          |
| 2023年 | 1月-12月          | NHK     | 怎麼辦家康                    | 服部半藏     |                                |

### 網絡劇
| 年度   | 播出日期 | 頻道    | 劇名       | 飾演角色   |
| ------ | -------- | ------- | ---------- | ---------- |
| 2019年 | 8月8日   | Netflix | AV帝王     | 村西透     |
| 2021年 | 6月24日  | Netflix | AV帝王2    | 村西透     |
| 2024年 | 2月15日  | Netflix | 忍者之家   | 辻岡洋介   |
| 2025年 | 11月     | Netflix | 武士生死鬥 | 安藤神兵衛 |

### 手機劇
| 时间       | 平台                     | 劇名                        | 飾演角色 | 集数 | 備註                 |
| ---------- | ------------------------ | --------------------------- | -------- | ---- | -------------------- |
| 2011年11月 | LISMO Channel            | REPLAY & DESTROY            | 横山要   | 4    | 于2015年重拍成电视剧 |
| 2014年3月  | dビデオ powered by BeeTV | 暗金丑島君 超級出租車司機篇 | 丑島馨   | 8    | 暗金丑島君番外迷你剧 |

### 舞台劇
| 演出时间               | 演出地點         | 劇名                    | 飾演角色              | 備註                                   |
| ---------------------- | ---------------- | ----------------------- | --------------------- | -------------------------------------- |
| 2014年1月31日-2月16日  | 東京國際論壇     | 一脫到底（日本版）      | Jerry Lukowski        | 同名英国电影改编的音乐劇 ※舞台劇初主演 |
| 2018年9月1日 - 9月30日 | 新国立劇場中劇場 | X情人 (百老匯版)        | Stone(百老匯版本角色) | 同名百老匯音樂劇                       |
| 2019年9月              | 新橋演舞場       | DIRTY ROTTEN SCOUNDRELS | 弗萊迪(Freddy Benson) | 同名百老匯音樂劇                       |

### 配音
| 时间           | 類型         | 作品名                                     | 角色       | 備註       |
| -------------- | ------------ | ------------------------------------------ | ---------- | ---------- |
| 2002年7月20日  | 动画电影     | 猫的报恩                                   | 猫王子月牙 |            |
| 2006年12月16日 | 美国电影     | 龍騎士                                     | 伊拉贡     | 日語版配音 |
| 2016年5月27日  | 遊戲         | 勇者鬥惡龍 英雄集結II 雙子之王與預言的終焉 | 切札尔     |            |
| 2017年7月14日  | 漫改真人电影 | 銀魂                                       | 伊丽莎白   |            |
| 2017年10月21日 | 动画电影     | DC超级英雄VS鹰之爪团                       | 蝙蝠侠     |            |
| 2019年8月2日   | 動畫電影     | 勇者鬥惡龍 你的故事                        | 帕帕斯     |            |
| 2022年4月22日  | 動畫電影     | 蠟筆小新：幽靈忍者珍風傳                   | 帥哥       |            |
| 2022年8月25日  | 網路動畫     | 拉拉熊：主題樂園大冒險                     | 疾風       |            |
| 2023年3月14日  | 電視動畫     | 夜巡貓                                     | 遠藤平藏   |            |
| 2023年12月15日 | 動畫電影     | 閣樓的拉傑                                 | ジンザン   |            |
| 2024年12月6日  | 網路動畫     | 麵包寶寶                                   | 可頌寶寶   |            |
| 2025年4月18日  | 動畫電影     | 名偵探柯南：獨眼的殘像                     | 大友隆     |            |

### PV
- ORANGE RANGE《シアワセネイロ》（2008年）
- SBK《white sonata no.8 featuring PES》（2008年）
- 吉井和哉《ビルマニア》（2009年）
- 星期三的康帕内拉《小野妹子》（2015年） ※饰演小野妹子
- Superfly《Good-bye》（2016年） ※同時拍攝了專輯封面

## 音乐作品

### 单曲
- 《真夏的天使～All I want for this Summer is you～》（2002年7月24日） ※電視劇《最喜欢了！五胞胎第四季》主題歌

### 合作单曲
- JINTAKA《Choo Choo SHITAIN》（2016年9月21日） ※與赤西仁限定組合
- Fujifabric《戛納的假日 feat. 山田孝之》（2017年2月15日） ※參與演唱電視劇《山田孝之的戛納電影節》主題歌《戛納的假日》

### 参与专辑
- THE YELLOW MONKEY结成20周年致敬專輯《THIS IS FOR YOU～THE YELLOW MONKEY TRIBUTE ALBUM》（2009年12月9日） ※翻唱歌曲《SEA》
- 松本隆作詞活动开始45週年致敬專輯《在风街相遇》（2015年6月14日） ※朗讀歌曲《はーばーらいと》

## 書籍
- 實錄山田（2016年3月12日）ISBN 978-4-8470-9429-3

## 得獎記錄
- 2004年 第42回日劇學院賞 最佳男主角（《在世界中心呼喚愛》）
- 2004年 Élan d'or 新人賞（《在世界中心呼喚愛》）
- 2006年 第48回日劇學院賞 最佳男主角（《白夜行》）
- 2011年 第10回紐約亞洲電影節 最佳竄起新星獎（《醬燒亂愛三次元（日语：ミロクローゼ）》）
- 2012年 第34回橫濱電影節 最佳男配角（《那夜的武士（日语：その夜の侍#映画）》、《傀儡之城（日语：のぼうの城#映画）》、《惡之教典》）
- 2012年 第17回日本網路電影大獎 日本電影部門 最佳男配角（《那夜的武士（日语：その夜の侍#映画）》、《傀儡之城（日语：のぼうの城#映画）》、《惡之教典》）
- 2012年 第67回日本電視電影藝術大獎 電影部門 最佳男配角（《那夜的武士（日语：その夜の侍#映画）》）
- 2016年 CONFiDENCE日劇大獎年度最佳男主角（《暗金丑島君第三季》、《勇者義彥和被引導的七人》）
- 2018年 CONFiDENCE日劇大獎年度最佳男主角（《dele》）[8]

## 外部連結
- 山田孝之官方網站（日語）
- 山田孝之的Instagram帳戶（日語）
- 山田孝之的Facebook專頁（日語）
- 山田孝之的X（前Twitter）（日語）
- 山田孝之 經紀人的X（前Twitter）（日語）
- 山田孝之在互联网电影资料库（IMDb）上的資料（英文）